# 天薈
天荟（英語：TODTOWN）位于中國上海市闵行区莘庄镇地铁莘庄站上方，是包括写字楼、商场、酒店、住宅在内的上盖综合体，由新鸿基地产、上海城开(集团)有限公司、闵行城投等共同投资组建的上海莘天置业有限公司負責开发。项目是中国大陆第一个在营业中的铁路车站上方建设的上盖物业项目，于2014年6月26日开工。
天荟项目总共分为三期进行，一期为住宅、二期为商业办公及酒店项目；“大三期”为综合项目，包含对地铁、铁路莘庄站北广场交通设施及其他基础设施的建设和改造工程。一期住宅项目于2022年建成交付，二期T18塔楼于2023年初封顶，商办部分计划于2024年竣工。三期主体涉铁路工程已于2022年11月开工，预计工期3年半：枢纽部分将于2025年运行通车，2028年将全部建成并交付运营。

## 布局
天荟项目被分为东西两部分，西边是零售、商住、酒店项目、交通枢纽以及多种公共设施。东边是住宅大楼。天荟同时还打破了莘庄站阻隔南北交通的局面，在项目的三楼设有一个空中平台（设计方称为公民广场），连接了南北广场。
项目西侧为商业区和交通枢纽，坐落于原莘庄站站址上方。其中商场“TODTOWN Mall天荟广场”坐落于正中部分，长六百五十五米，共六层，面积达14万平方米。商场内设包括电影院、溜冰场等设施；此外还有博物馆、消闲娱乐中心、城市管理处、身份证登记中心和幼儿园等公共设施。
南广场将建起三栋商务总面积5万平方米的办公楼和一栋面积2万平方米的酒店，高度为120米至150米，约有23层—34层。酒店预计将设有186间客房，以及餐厅、健身房、会议室和25米游泳池等设施。
天荟项目的东部为商品房，名为悦麓：包括四幢40層高的住宅樓、三幢12層高的樓宇及五座6層高的豪華住宅。

## 历史
2007年，闵行区正式成立“莘庄地铁上盖开发领导小组”，并于2008年完成控制规划。
2009年12月，闵行区政府启动地铁莘庄站上盖开发项目，并于2010年4月29日开始招标，曾传出绿地集团竟得该地块的消息。但7月6日上海国土办突然终止招标，并于8月17日重新开始招标，吸引了九龙仓、长江实业、龙湖地产等企业参加，新鸿基于9月29日宣布其旗下的美冠投资有限公司投得该表快地皮。
项目于2011年象征性开工，但由于各方面均未准备好，尤其是在铁路上进行大规模工程涉及大范围的影响，加之高铁建设放缓等因素，铁路莘庄站改造不断延后，因此工程无法实质性开工。随后开发商对于建设方案进行了完善，并对新方案进行提报审批，最终项目于2014年6月26日正式开工，同时项目名称定被为天荟。
2016年9月28日，天荟一期——住宅楼部分的T2、T3部分封顶，同时住宅楼被定名为“悦麓”。悦麓于2018年7月9日-15日开放认筹，并于7月31日举行摇号。
2019年5月9日，上海莘天置业有限公司与凯悦集团正式签约，将凯悦旗下品牌凯悦尚萃（Hyatt Centric）引入天荟项目。酒店建设预计于2020年完工，并预计于2024年正式开业。
受到2022年3月上海市2019冠状病毒病聚集性疫情影响，工程二期和三期在封控期间停工至6月，导致工期延误。二期塔楼工程最终于2022年12月31日封顶。
2020年6月13日，闵行区政府和上海局集团建设开发合作协议，落实三期工程涉铁改造部分职责划分，尤其是在铁路莘庄站和地铁莘庄站轨道上方14.55米处新建横跨站场的“大平台”。2022年11月，“大平台”开工，预计工期3年半。2024年1月30日完成南半侧平台主体结构的施工。2025年1月5日起，铁路莘庄站开始办理上海轨道交通金山线列车乘降业务。
2025年2月19日，新鸿基地产将该项目商业正式命名为TODTOWN Mall天荟广场。
- 建设中的天荟（2015年10月）
- 2017年3月的建设情况
- 2018年6月
- 为天荟施工而建造的地铁莘庄站南出口临时天桥

## 交通

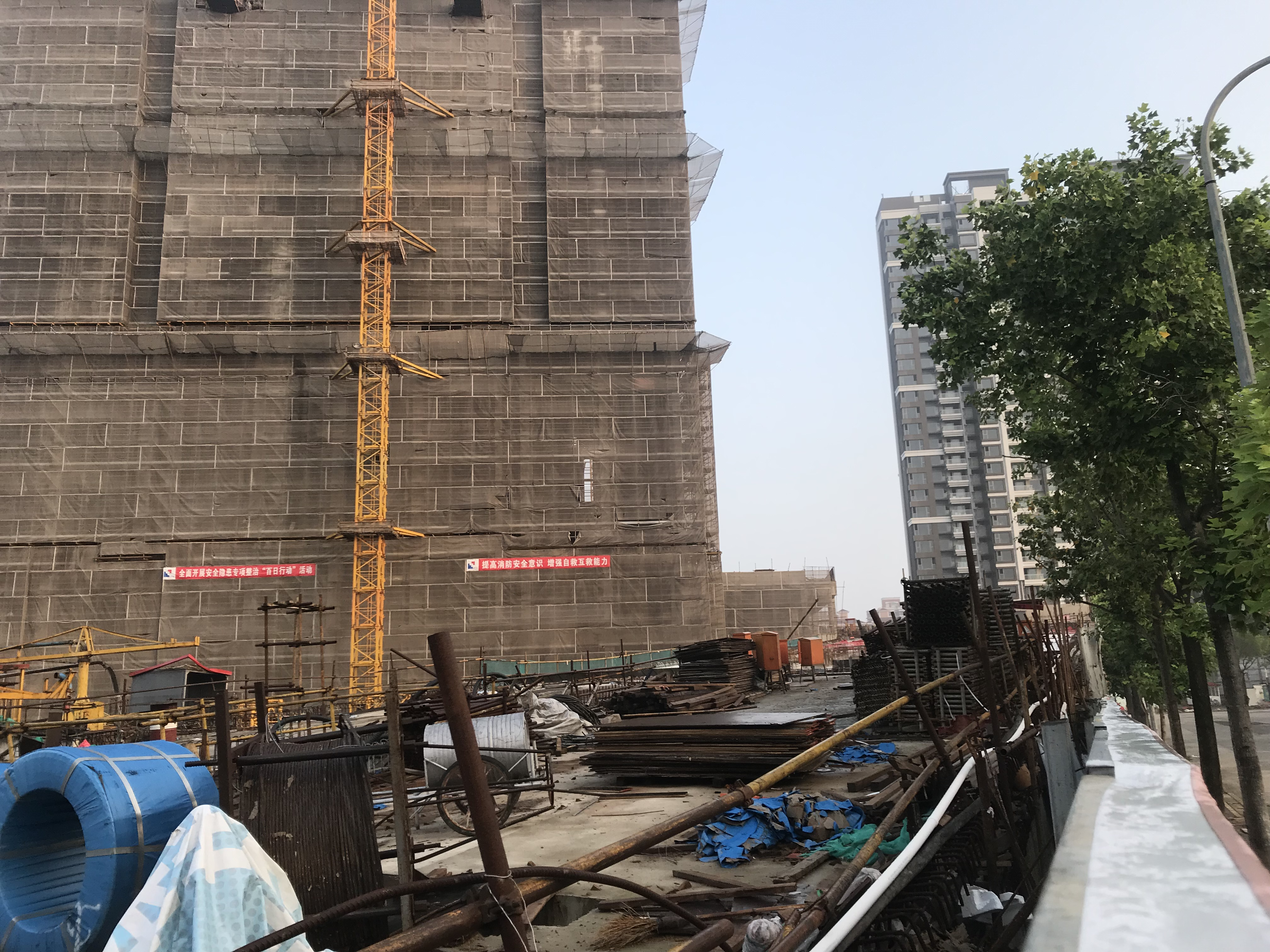
项目地盘南侧建设中的都市路匝道

天荟为莘庄站的上盖项目，内设有10万平方米的交通设施。在项目的地下空间目前计划设置停车层，预留3000个停车位。项目于南广场设有面积8000平方米的莘庄地铁站南广场公交枢纽站（PTI），为商场和酒店建筑的地面层，位于既有公交站的东侧。枢纽站设有5座长80米的站台，其中1-3号供公交车使用、4号站台为出租车、5号则为临时站台。此外枢纽站内还设有有交互式导视地图、智能排风控制系统、站台降温喷雾等设施以提高乘客的乘车体验。新公交枢纽站于2019年12月27日启用，启用后原公交枢纽站地块将被用于建设写字楼。
| L3 | 空中平台（公民广场） | 水清路、都市路、综合体入口 |
| L2 | 换乘层               | 莘庄站站廳                 |
| L1 | 北广场               | 公交车、出租车、非机动车   |
| L1 | 站台                 | 莘庄站站线                 |
| L1 | 南广场PTI            | 公交车、出租车、非机动车   |

## 其他
TODTOWN天荟设有一名虚构的形象大使，名为“Toddy”。